# Polimorfismo (química)

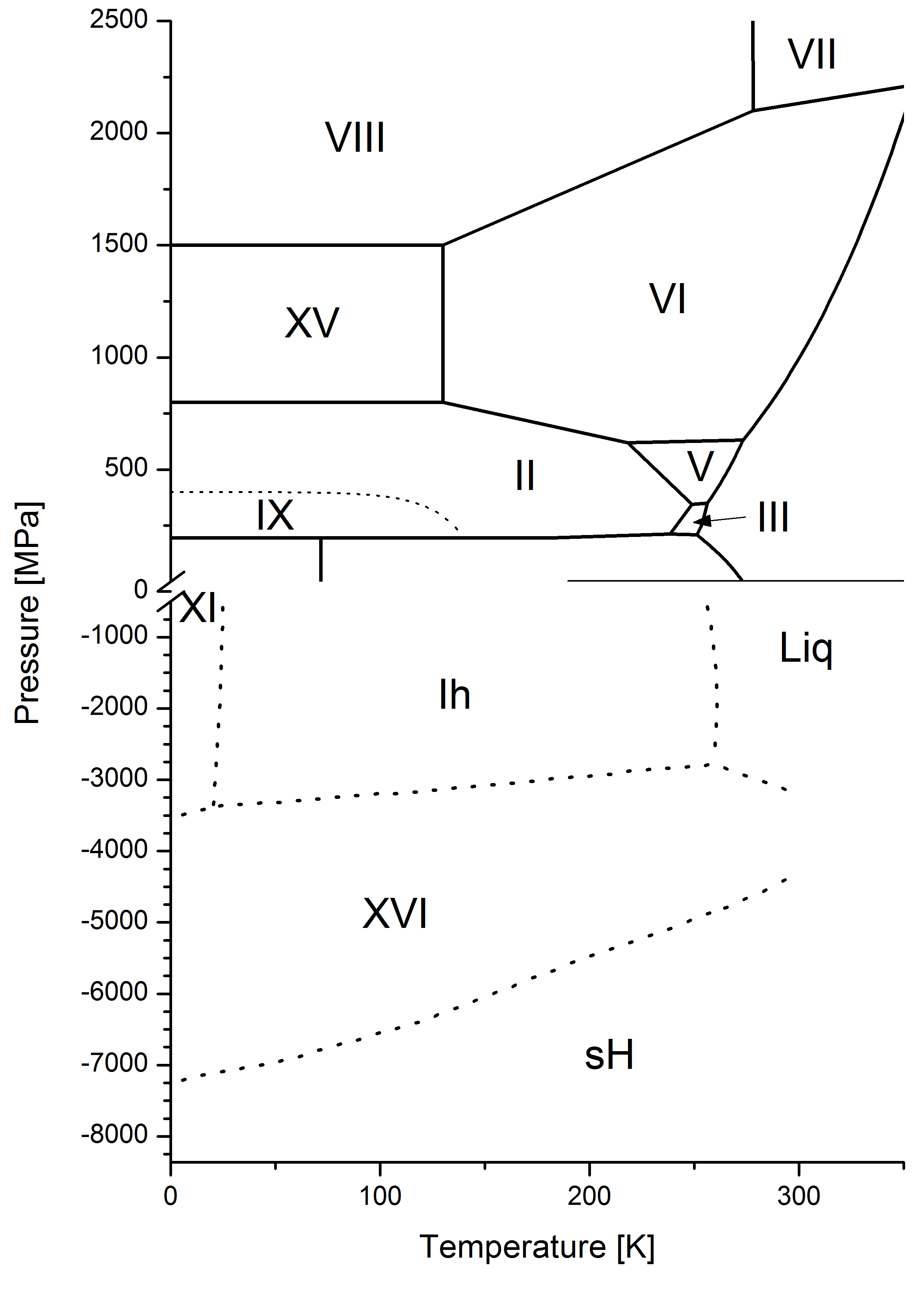
Polimorfismo

Polimorfismo, em química, é a propriedade de materiais sólidos poderem existir sob mais de uma forma cristalina. Pode ser encontrado em qualquer material cristalino incluindo polímeros e metais. O polimorfismo de substâncias químicas elementares é apelidado de alotropia. Opõe-se ao isomorfismo, que caracteriza materiais de constituição química diferente, mas com a mesma forma cristalina.

## Introdução ao polimorfismo de fármacos
Polimorfismo é o fenômeno em que os sólidos, cristalizam-se em mais de uma estrutura cristalina, ou seja, podem ser constituídos de uma mesma molécula e terem estruturas tridimensionais de empacotamento cristalino bastante distintas. Para se ter uma noção da abrangência dos polimorfos, moléculas com diferentes formas cristalinas, apresentam características físico-químicas bastante diferentes. Isso é particularmente importante no caso de fármacos polimórficos, que em termos mais específicos, constituem o mesmo princípio empacotado em diferentes formas de cristais.
As diferenças entre características físico-químicas, se refletem sobretudo no padrão de desintegração/dissolução (Fase Farmacêutica) de um determinado fármaco em meio biológico. Entende-se portanto, que fármacos que apresentem cristais diferentes podem apresentar curvas de biodisponibilidade/bioequivalência bastante distintas. Isto é particularmente preocupante do ponto de vista farmacêutico, uma vez que constitui um fator preponderante na obtenção de matérias primas para fabricação de medicamentos em forma sólida. 
A administração de medicamentos por via oral em formulações sólidas é, em geral, a mais conveniente, segura e barata, e, portanto a mais comum. No entanto, sua eficácia terapêutica está diretamente relacionada às características do fármaco no estado sólido. Tanto a estrutura cristalina (polimorfismo) quanto o hábito cristalino (morfologia) e o tamanho de partícula possuem um tremendo impacto prático e comercial desde a pesquisa inicial até a manufatura do produto final.
Vale a pena ressaltar que após dissolvidas, as moléculas polimórficas se equivalem, logo o polimorfismo não é um fator interveniente em bioequivalência/biodisponibilidade de formas farmacêuticas líquidas.
Em especial, num mercado onde coexistem medicamentos genéricos, similares e inovadores os princípios ativos não podem ser considerados só baixo uma visão puramente molecular senão que as mudanças nas propriedades de estado sólido decorrentes da forma cristalina devem ser consideradas para poder garantir a intercambiabilidade entre estes medicamentos
Fármacos polimórficos podem ser obtidos por diferentes técnicas de recristalização, deste modo,o domínio da tecnologia para a cristalização dos princípios ativos representa um conhecimento estratégico que permite tanto garantir a eficácia do medicamento quanto proteger a propriedade intelectual. 
O constante aumento dos litígios sobre infração de patentes envolvendo polimorfos e/ou pseudo-polimorfos tem transformado a relação entre as formas cristalinas e a legislação propriedade intelectual num tópico de grande importância para a indústria farmacêutica. O desenvolvimento de novas formas cristalinas é uma alternativa plausível para a proteção de patentes permitindo a extensão da exclusividade do mercado, mas também para facilitar o ingresso de novas formulações ao mesmo.